# 异木患
异木患（学名：Allophylus viridis）为无患子科异木患属下的一个种。其种加词“viridis”意为“绿色的”。